# Pavel Lamm
Pavel Alexandrovitsj Lamm (Moskou, 27 juli 1882 – Nikolina Gora, 5 mei 1951) was een Russisch musicoloog, uitgever en pianist.
Hij studeerde piano en compositie bij respectievelijk F. Lercher en Aleksandr Gretsjaninov (1904). Hij had al een studie achter de rug van 1896-1900, en in dat  laatste jaar kreeg hij ook opleiding in Bonn en Keulen. In 1912 studeerde hij af aan het  Moskou Conservatorium. Van 1906 tot 1917 trad hij op als pianist, vaak als begeleider.
In de jaren 20 en 30 was er sprake van een Lamm-kring; een aantal componisten, musicologen en andere lui die te maken hadden met muziek. De feitelijke leider van die beweging van Nikolaj Mjaskovski, een levenslange vriend van Lamm. De componist droeg zijn zevende symfonie op aan Lamm. De Armeniër Konstantin Saradsjev maakte ook deel uit van die kring; hij gaf een aantal premières van werken van Mjaskovski. Ten slotte zat ook Vissarion Sjebalin in de groep en deze droeg zijn vijfde symfonie weer aan Mjaskovski (zijn leraar) op. 
Mjaskovski componeerde sommige van zijn werken in de datsja van Lamm, alwaar hij buurman was van vriend Sergej Prokofjev.
Lamm was van 1919 tot 1951 professor aan het Moskou Conservatorium en was een tijdlang bestuurder bij de Russische Staatsuitgeverij voor muziek. Hij gaf onder meer de volledige werken van Modest Moessorgski in de originele versies uit. Tot slot completeerde hij een aantal niet voltooide werken van componisten, soms met en soms zonder succes tot gevolg.
- Biblioteca Nacional de España: XX1639775
- Bibliothèque nationale de France: cb16448412j (data)
- Gemeinsame Normdatei: 103979085
- International Standard Name Identifier: 0000 0001 1034 8615
- Library of Congress Control Number: n83044858
- Nationale Bibliotheek van Letland: 000147083
- Nationale Bibliotheek van Tsjechië: mzk2011620668
- Nationale Bibliotheek van Israël: 987007284365305171
- Nederlandse Thesaurus van Auteursnamen: 140309020
- Système universitaire de documentation: 18144786X
- Virtual International Authority File: 436823
- WorldCat: E39PBJrgH7pQwFWqXcFmWqkxDq